# 霓长岩

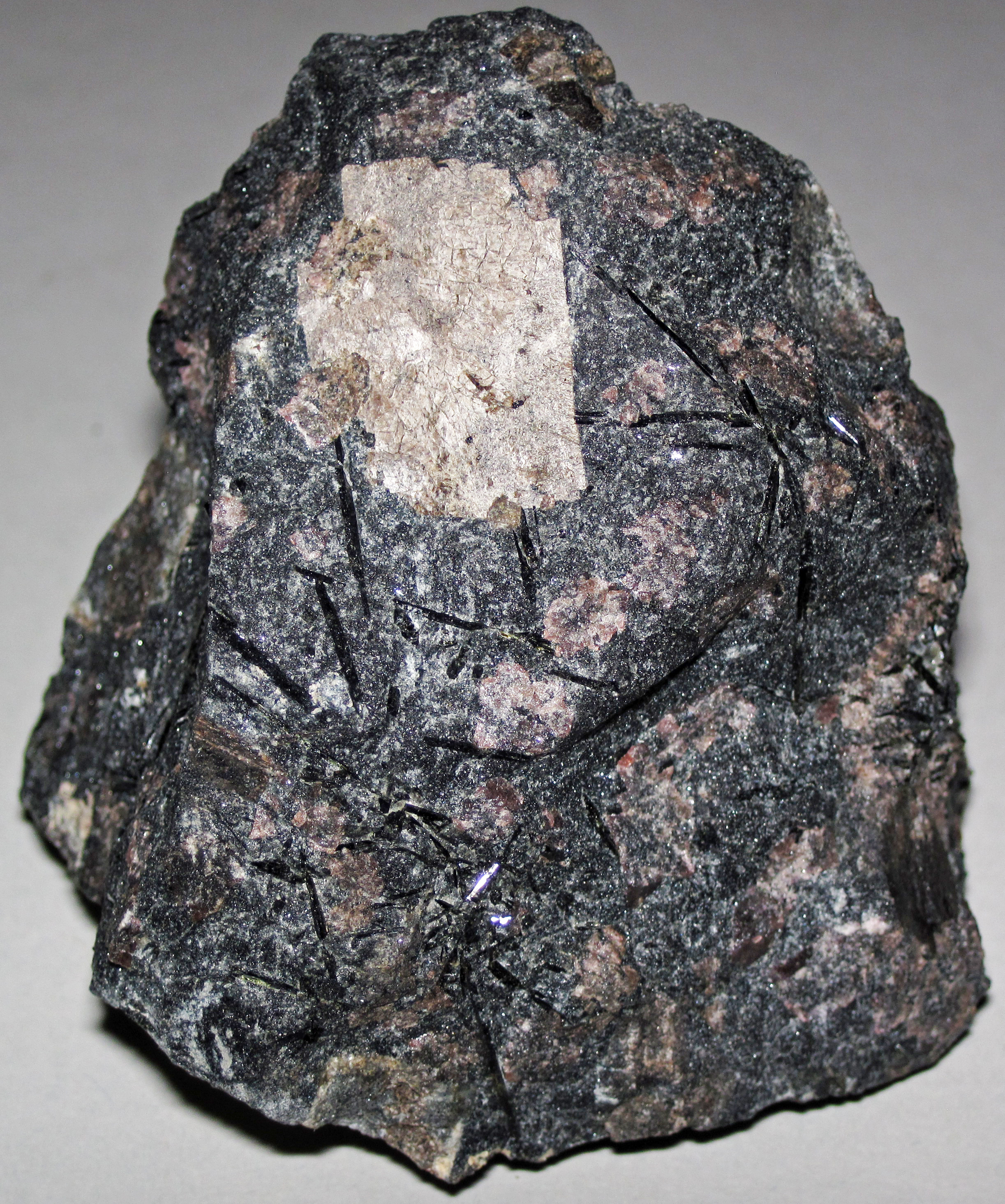
霓长岩標本，產地：蘇俄

霓长岩（英語：Fenite）是一種與火成碳酸岩侵入體相關的交代變質作用所造成的變質岩，也可能由二氧化碳蝕變（碳化）的長英質和鎂鐵質岩石所造成的。霓长岩分佈非常局限，在高溫變質滑石碳酸鹽周圍，形成在超鎂鐵質岩石的周圍環帶。 例如在富含黑雲母的區域、角閃岩-方解石-方柱石交代變質和其他少見的矽卡岩組合。 形成霓长岩的過程被稱為霓长岩化。
霓长岩化是稀土元素 (REE) 和鈮 (Nb) 的最重要礦化過程。當火成碳酸岩和鹼性矽酸鹽熔體 冷卻和結晶時，會多次排出高鹼性液體，這些液體能造成圍岩的霓长岩化，因而富集稀土元素。
霓长岩的標準產地在挪威，泰勒馬克，諾姆。